# Distretto governativo di Braunschweig
Il distretto governativo di Braunschweig (in tedesco Regierungsbezirk Braunschweig) è stato uno dei quattro distretti governativi del Land della Bassa Sassonia, esistito dal 1978 al 2005.

## Storia
Il distretto ha operato fino al 31 dicembre 2004. Dal 1º gennaio 2005, con la soppressione di questo e degli altri 3, la Bassa Sassonia non viene suddivisa in distretti governativi.

## Geografia fisica
Il distretto si trovava nella parte sud-orientale del Land, con al centro la città capoluogo di Braunschweig. Confinava con gli stati di Sassonia-Anhalt, Turingia ed Assia, e con i distretti di Hannover e Luneburgo.

## Suddivisione
Il distretto raggruppava 3 città extracircondariali e 8 circondari:

### Città extracircondariali (Kreisfreie Stadt)
- Braunschweig
- Salzgitter
- Wolfsburg

### Circondari (Landkreis)
- Gifhorn
- Goslar
- Gottinga
- Helmstedt
- Northeim
- Osterode am Harz
- Peine
- Wolfenbüttel